# Новгород-Северский
Но́вгород-Се́верский (укр. Новгород-Сіверський) — город в Черниговской области Украины, административный центр Новгород-Северского района и Новгород-Северской городской общины. До укрупнения одноимённого района в 2020 году был его центром, но не входил в его состав, будучи городом областного значения.
Город расположен на правом берегу Десны, 270 км северо-восточнее Киева и в 40 км от российской границы. Расстояние до Чернигова по жд — 289 км, по автодорогам — 165 км, до Киева по жд — 332 км, по автодорогам — 305 км.
День города празднуется 16 сентября.
Постановлением Верховной Рады Украины № 2426-III от 17.05.2001 года «Об изменении границ города Новгород-Северский Новгород-Северского района Черниговской области» (Про зміну меж міста Новгород-Сіверський Новгород-Сіверського району Чернігівської області) в черту города были включены сёла Домотканов и Щуровка с общей площадью 386 га, и утверждены границы города с общей площадью 2 156 га.

## Население
- 1781—2038 душ мужского пола (по румянцевской описи)
- 1892 — 8115 (4235 мужчин и 3880 женщин)
- 1897 — 9,1 тыс. жителей
- 1913 — 9,7 тыс. жителей
- 1959 — 11,5 тыс. жителей
- 1964 — 12 тыс. жителей
- 1974 — 13,5 тыс. жителей
- 1991 — 15,6 тыс. жителей
- 1996 — 16 тыс. жителей
- 2007 — 14,4 тыс. жителей
- 2009 — 14,2 тыс. жителей
- 2014 — 13,8 тыс. жителей
- 2020 — 12,8 тыс. жителей
- 2022 — 14,2 тыс. жителей

По данным переписи 2001 года, украинцы составляли 93,73 % населения Новгород-Северского, русские — 5,33 %.

### Языковой состав
Родной язык населения по данным переписи 1897 года:
| Язык                       | Численность, чел. | Доля     |
| -------------------------- | ----------------- | -------- |
| Украинский («малорусский») | 4 884             | 53,19 %  |
| Идиш («еврейский»)         | 2 941             | 32,03 %  |
| Русский («великорусский»)  | 1 296             | 14,11 %  |
| Другие                     | 61                | 0,67 %   |
| Итого                      | 9 182             | 100,00 % |

Родной язык населения по данным переписи 2001 года:
| Язык       | Численность, чел. | Доля     |
| ---------- | ----------------- | -------- |
| Украинский | 9 885             | 65,77 %  |
| Русский    | 5 112             | 34,01 %  |
| Другое     | 32                | 0,22 %   |
| Итого      | 15 029            | 100,00 % |

Украинский язык является основным и единственным официальным языком города.
По данным Государственной службы статистики Украины в 2023/24 учебном году все 89 872 учащихся в учреждениях общего среднего образования в Черниговской области обучались в украиноязычных классах.

## История
Во время раскопок в Новгороде-Северском, проводившихся экспедицией Нежинского государственного педагогического университета имени Гоголя под руководством доцента И. С. Кедуна, в бывшем каменном карьере, где раньше добывали песчаник, а Иван Пидопличко в конце 1940-х годов нашёл стоянку верхнего палеолита, археологи открыли граветтскую стоянку первобытного человека эпохи палеолита, где нашли кости животных, каменные орудия труда, осколок диафиза плечевой кости подростка Homo sapiens возрастом 10−12 лет и три мелких фрагмента свода человеческого черепа, на одном из которых имелись следы резания. В состав Новгород-Северского палеолитического района входят стоянки Пушкари I, Новгород-Северская, Чулатово, Мезин, Бужанка. Также археологами были обнаружены стеклянные браслеты периода Древней Руси и писало XII века, которым выцарапывали буквы на бересте или вощёных дощечках.
Первое летописное упоминание о «новом городе» в земле северян содержится в «Поучении детям» Владимира Мономаха: «А на ту зиму [1078/1079] повоеваша половци Стародубъ весь, и азъ шедъ с черниговци и с половци, на Десне изьимахом князи Асадука и Саука, и дружину ихъ избиша. И на заутрее за Новым Городом разгнахомъ силны вои Белкатгина, а семечи и полон весь отяхом».
Из данных археологических исследований следует, что в середине X века город был уже полностью сложившимся социальным организмом — с княжеским двором, храмами, добротными домами дружинников и ремесленников, с торговым посадом, состоящим, как и полагалось, из окольного города, острога и подола. Основу экономики древнего Новгорода-Северского составляли ремесла, торговля, земледелие, скотоводство, бортничество, охота, рыболовство. На территории города найдены свидетельства хорошо развитых железоделательного и гончарного производств.
По мнению археологов, первое укреплённое поселение на месте города появилось в конце X века в правление Владимира Святославича, хотя некоторые историки предпочитают связывать основание Новгорода-Северского с завоевательным походом Ярослава Мудрого в 1044 году. В. А. Пархоменко отождествлял Новгород-Северский с Немогардом, упомянутым в трудах Константина Порфирогенета. К этой же точке зрения склоняется и А. С. Щавелёв.
На протяжении многих лет город оставался оборонным форпостом для Киева от половцев, вторым по значению городом Черниговского княжества.

### Северское княжество
После Любечского съезда князей 1097 года Новгород-Северский стал центром обширного удельного княжества, родовым гнездом Ольговичей — активных участников феодальных усобиц. В период с 1097 по 1115 годы здесь правил князь Олег Гориславич (?—1115) — внук Ярослава Мудрого.
В период с 1171 по 1198 годы князем был Игорь Святославич. В 1171 году ходил со своими северскими дружинами воевать на половецкую землю и одержал недалеко от реки Ворсклы знаменитую победу в битве на реке Каяле над половецкими ханами. В 1185 году из Новгорода-Северского был предпринят второй, менее удачный поход князя Игоря Святославича против половцев, упомянутый во многих летописях, но ставший широко известным благодаря такому известному литературному произведению, как «Слово о полку Игореве». Примерно в эти годы в городе началось каменное строительство (на территории Спасского монастыря).
В начале XIII века Новгород-Северское княжество распалось на ряд мелких уделов — Курский, Путивльский, Рыльский, Трубчевский и другие. На реке Калке сражалась и новгород-северская дружина во главе с князем Михаилом Всеволодовичем, внуком героя «Слова о полку Игореве» Святослава Всеволодовича.

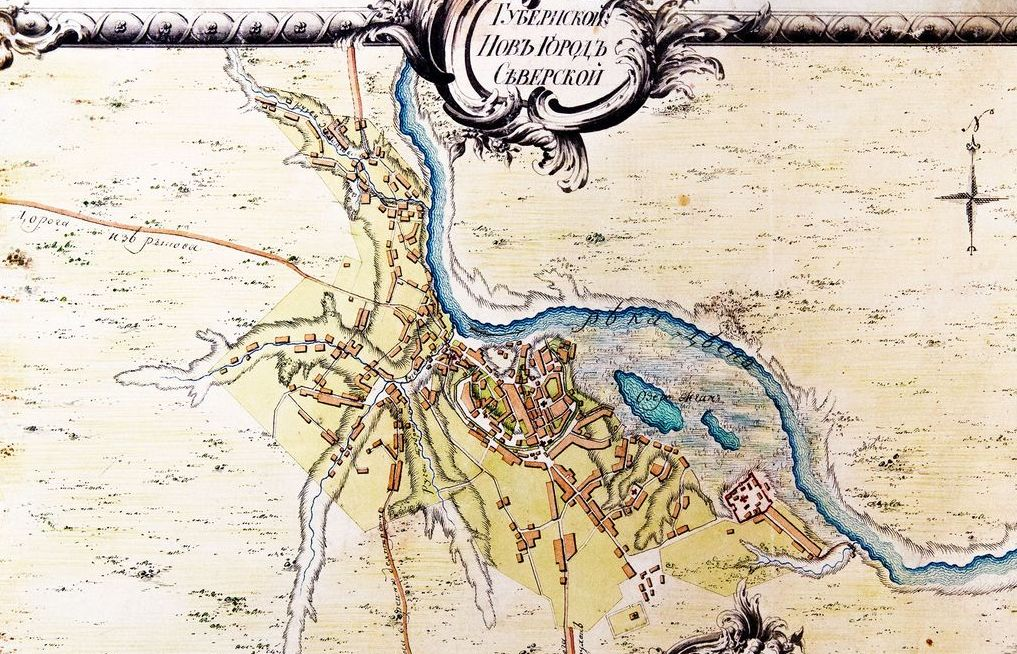
План Новгорода-Северского. 1784 год

После разорения монголами в 1239 году Новгород-Северский принадлежал Брянскому княжеству. Позже город вошёл в состав Великого княжества Литовского, Русского, Жемойтского и иных.
После 1377 года северским уделом владел Корибут Ольгердович, после 1395 года — Свидригайло. Новгород-Северский упоминается в летописном «Списке русских городов дальних и ближних» (конец XIV века).
В 1454 году Казимир IV дал Новгород-Северский и Рыльск «в кормление» Ивану Дмитриевичу Шемякину, бежавшему из Москвы.

### Меж Русью и Литвой / Речью Посполитой
Сын Ивана Шемякина Василий Иванович вместе с Новгород-Северским княжеством перешёл в подданство московского князя Ивана III. Переход ряда православных, в том числе северских, князей из литовского подданства в русское спровоцировал русско-литовскую войну 1500—1503. После разгрома литовцев в Ведрошской битве Северская земля по Благовещенскому перемирию 1503 года официально перешла к Русскому государству. Василий Иванович впал в 1523 году в опалу у Василия III, после чего княжество утратило самостоятельность. В 1535 и 1563 годах Новгород-Северский стал целью завоевательных походов казаков во главе с Михаилом Вишневецким. После набега крымских татар в 1570 году в городе был поставлен гарнизон.
В 1600 году под Новгородом-Северским впервые объявился самозванец, называвший себя царевичем Дмитрием. В 1604 году в Новгород-Северской крепости успешно оборонялся от войска Лжедмитрия I воевода Пётр Басманов. В том же году произошла битва под Новгородом-Северским, в которой Лжедмитрий I одержал победу над царскими войсками, однако город так и не был взят. Во время русско-польской войны 1609—1618 годов Новгород-Северский был сожжён и разграблен поляками. По Деулинскому перемирию 1618 года северские земли вошли в состав Речи Посполитой.
Во время Смоленской войны город был осаждён и взят русскими войсками, но по условиям Поляновского мира вновь отошёл Речи Посполитой. В ходе восстания Хмельницкого Новгород-Северский стал частью Гетманщины, которая позже вошла в состав России. Во время русско-польской войны 1654—1667 у деревни Пироговка под Новгородом-Северским русские войска в 1664 году одержали победу над армией короля Яна Казимира, предпринявшего поход на Левобережную Украину. По условиям Андрусовского перемирия 1667 года Речь Посполитая официально признала принадлежность Новгорода-Северского России. В 1668 году мятежные левобережные казаки гетмана Ивана Брюховецкого уничтожили гарнизон царских ратников Новгорода-Северского, однако вскоре вернулись в подданство России.

### Новое и новейшее время
В 1781—1796 годах Новгород-Северский был административным центром Новгород-Северского наместничества, затем — в составе Малороссийской губернии, а с её упразднением (1802) — в составе Черниговской губернии. Во время знаменитого путешествия Екатерины ІІ в Новороссию она останавливалась в Новгороде-Северском. В её честь на деньги купцов была построена Триумфальная арка (1786). Императрица дала Джакомо Кваренги поручение выстроить новый монастырский собор взамен обветшавшего.
По данным переписи 1897 года в Новгород-Северском жили 9 182 человек, из них 4 884 (53,19 %) указали украинский (в переписи — «малорусский») язык родным, идиш («еврейский») — 2 941 (32,03 %), русский («великорусский») — 1 296 (14,11 %), другие языки — 61 (0,67 %).
|                                |                            |                  |                                       |                            |
| Спасо-Преображенский монастырь | Спасо-Преображенский собор | Женская гимназия | Музей Спасо-Преображенского монастыря | Церковь Николая Чудотворца |

11 марта 2014 года народные депутаты Украины поддержали проект постановления № 3878 об отнесении города Новгород-Северский Новгород-Северского района Черниговской области к категории городов областного значения. За соответствующее решение проголосовали 238 депутатов.
Вторжение России в Украину вызвало в городе гуманитарный кризис и заставило многих покинуть свои дома. 12 мая 2022 года российская армия выпустила несколько ракет по местной школе, убив троих и ранив 19 человек.

### Хронология важнейших событий
988 — официальная дата основания города.

1078—79 — первое летописное известие о Новгороде-Северском в «Поучении» Владимира Мономаха своим детям. 

1097 — «Стольный град» династии Ольговичей, центр обширного удельного княжества с такими городами как Курск, Трубчевск, Стародуб, Сновск, Рыльск, и Путивль.

1185 — поход Новгород-Северского князя Игоря Святославича на половцев.

1239 — разорение города монголо-татарами.

1350 — город попадает под власть Литовского княжества.

1503 — город попадает под власть Русского государства.

1604 — оборона города от Лжедмитрия Первого.

1618 — город попадает под власть Польши.

1620 — город получает магдебургское право.

1632 — город взят русским войском во главе с воеводами Болтиным и Еропкиным.

1634 — передача города Речи Посполитой по Поляновскому миру.

1635 — открытие иезуитского коллегиума в городе.

1648 — освобождение города от польской власти.

1649 — сотенный город Нежинского полка.

1663 — сотенный город Стародубского полка.

1664 — разгром польско-литовской армии в Пироговской битве в окрестностях Новгорода-Северского.

1668 — штурм города мятежными казаками Ивана Брюховецкого.

1708 — оборона города от войск Карла XII.

1781 — Новгород-Северское наместничество.

1797 — уездный город Малороссийской губернии.

1802 — уездный город Черниговской губернии.

1808 — открытие Новгород-Северский мужской гимназии.

1875 — открытие Новгород-Северской женской гимназии.

1918 — установление Советской власти в городе.

1923 — город центр района и округа.

1925 — центр района Глуховского округа.

1927 — центр района Конотопского округа.

1932 — центр района Черниговской области. 

25 августа 1941 года — оккупация города немецкими войсками.

16 сентября 1943 года — освобождение города от немецких войск.

1991 — районный центр Черниговской области Украины.

2014 — город областного значения Черниговской области Украины.

## Транспорт

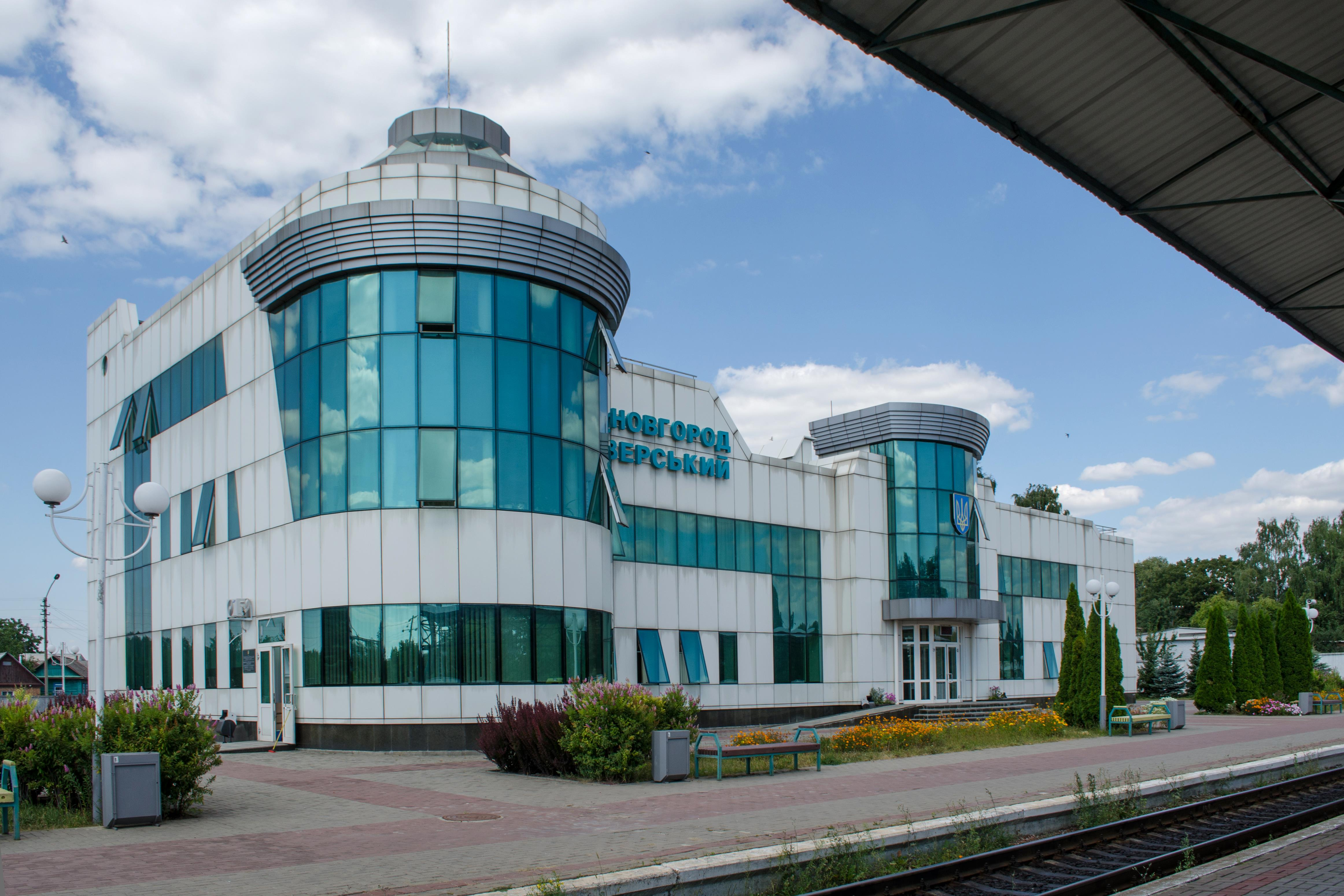
Железнодорожный вокзал

- Городские автобусы циркулировали по 3-м маршрутам (до 1993 г.), в данный момент, сезонно, автобус ходит по одному маршруту Площадь — Дача. Есть несколько служб такси. С 1 июля 2016 г. введено новое расписание движения городского автобуса Площадь-Льнозавод-Совхоз по одному рейсу утром и вечером со стоимостью проезда 0,01 гр.[17]
- В городе есть современный железнодорожный вокзал, здание которого было капитально перестроено в 2004 году. От этого вокзала несколько раз в день отправляются пригородные поезда до крупных железнодорожных узлов — станций Терещенская, Шостка и Семеновка. А с декабря 2016 года до июля 2017 года также существовало прямое пассажирское сообщение с г. Сумы по пн, ср, чт, сб.
- От автовокзала отправляются прямые автобусные рейсы на Киев, Чернигов, Сумы, Глухов и ранее в Москву. Маршрутные такси обслуживают направление до Чернигова.

## Образование и культура

### История образования в Новгороде-Северском
Город являлся просветительским центром, главным образом благодаря существованию монастыря.
В 1667—1667 годах на территории монастыря строится здание бурсы. В 1676 году начала действовать славяно-греко-латинская школа, ставшая основой знаменитого Черниговского коллегиума. В 1785 году открывается духовная семинария и первым ректором назначается Варлаам Шишацкий.
По описи 1767 года при 6-ти церквях показаны школы.
В 1787 году открывается Главное Народное Училище — первое светское училище в городе. Мужская гимназия в городе была основана в 1804 году, женская была открыта в 1912.
На начало XX-го века в городе были полные мужская и женская гимназии, духовное уездное училище, городское двухклассное училище (министерское), два одноклассных училища — городское и земское, одна церковно-приходская школа, школа братства имени Дмитрия Ростовского, казённое еврейское училище и 6 еврейских молитвенных школ.
По переписи 1897 года в Новгороде-Северском грамотных было 3954 (2415 мужчин и 1539 женщин), почти 44 % всего населения (35 % грамотных из 6 тыс. русского населения и 54 % грамотных из 3 тыс. еврейского населения) при показателе в 27 % по всей Российской Империи и 30 % в её европейской части.
В 1936 году основано Новгород-Северское медучилище, в 1956 году открыта музыкальная школа.
Краеведческий музей в Новгород-Северском основан в 1920 году по указу местного Наркомпроса. Изначально музей не имел собственного помещения, а размещался на квартире местных жителей, краеведов Абрамовых. Основой экспозиции на этапе становления музея послужила коллекция древностей, некогда принадлежавшая местному коллекционеру М. Судиенко.
В 1921 году музею выделено помещение в доме купца Файнберга, а спустя год музейная экспозиция была переведена в здание бывшей мужской гимназии и объединена с экспозицией педагогического музея.
После образования на территории Спасо-Преображенского монастыря в 1929 году историко-культурного заповедника краеведческий музей был включён в его состав, а экспозиция размещена в бывшем здании духовной семинарии.
К 1941 году в фондах краеведческого музея находилось более 40 тысяч ценных экспонатов, но во время немецкой оккупации большая их часть была разграблена.
В 1954 году музей и вовсе закрывают, а уцелевшие после войны экспонаты передают Сосницкому краеведческому музею.
Повторно решение советских властей об открытии в Новгород-Северском собственного краеведческого музея было принято только в 1966 году.

### Известные преподаватели Новгород-Северской гимназии
- Халанский Иван Иванович[укр.] (укр.), с 1789 по 1825 был директором гимназии.
- Илья Фёдорович Тимковский, юрист, профессор Харьковского университета, с 1825 по 1838 был директором гимназии.
- Иван Филлиппович Вернет, писатель, педагог и журналист, с 1809 по 1812 преподавал французский язык.
- Иван Матвеевич Сбитнев[укр.] (укр.), российский и украинский педагог, преподавал математику с 1820 года.
- Александр Иванович Стронин, российский социолог и писатель, преподавал в гимназии в 1853—1855 годах.

### Учебно-образовательные и культурные заведения сегодня
- В городе три общеобразовательных школы, три детских сада, музыкальная школа и медицинское училище. Имеются детская спортивная школа, Станция юных техников и Станция юных натуралистов.
- Работают два музея — краеведческий музей и музей-заповедник «Слово о полку Игореве».
- Открыты районная, городская и детская библиотеки, дворец культуры и городской стадион.
- На базе городских школ работают филиалы Сумского государственного университета и Нежинского государственного университета.

### Пресса и телевидение
- До 2018 г. работала местная телерадиокомпания ДТРК «Сіверська»; впоследствии на ее базе был создан кор. пункт областной телекомпании Сивер-Центр; издаётся еженедельная газета «Сіверський край».

### Кинофильмы, снимавшиеся в Новгороде-Северском
- Одиночество (реж. Всеволод Воронин, Одесская киностудия, 1964)
- Князь Игорь (реж. Роман Тихомиров, Ленфильм, 1969)
- Такие высокие горы (реж. Юлия Солнцева, Мосфильм, 1974)
- Тревожный месяц вересень (реж. Леонид Осыка, Киностудия им. А. Довженко, 1976)
- Три гильзы от английского карабина (реж. Владимир Довгань, Киностудия им. А. Довженко, 1983)
- Хочу сделать признание (реж. Олег Бийма, Укртелефильм, 1989)
- Небо в горошек (реж. Владимир Балкашинов, 2003)
- Деревенский романс (реж. Анна Гресь, Новая студия, 2009)
- 1942 (реж. Валерий Шалыга, сериал, 2010)
- Баллада о бомбере (несколько эпизодов, реж. Виталий Воробьев, 2011)
- Дорога в пустоту (реж. Анна Гресь, 2012)
- Защитница (реж. Александр Тименко, 2012)
- Ангелы войны (реж. Татьяна Ходаковская, 2012)
- Ветреная женщина (реж. Перуновская Ольга, сериал, 2013)
- Поводырь (реж. Олесь Санин, 2013)
- Касым / Без права на выбор (реж. Леонид Белозорович, 2013)

## Религия

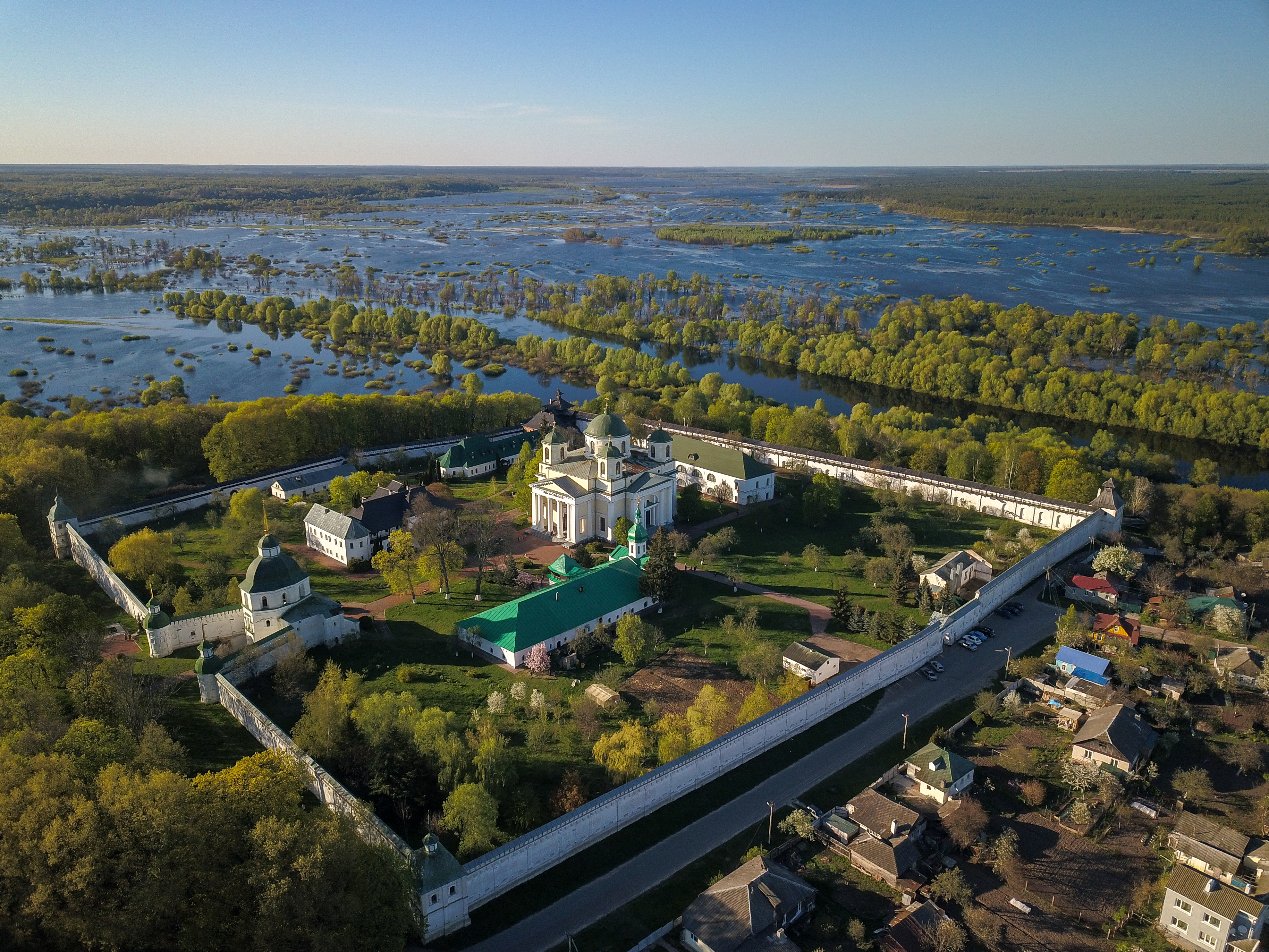
Спасо-Преображенский монастырь

До Революции 1917 года в городе было четыре деревянных (Благовещенская, Варваринская, Троицкая и Никольская), пять каменных церквей (Воскресенская, Ильинская, Крестовоздвиженская, Успенский собор и Спасо-Преображенский собор) и одна синагога.
Монахи ордена доминиканцев появились в городе в 1625 году. В XVII веке в городе существовали, как минимум, два римско-католических костёла: костёл св. Михаила и костёл доминиканок Имени Пресвятой Девы Марии (Kościoł p.w. Imienia N.M.P.), которые были упразднены в середине XIX века.

Сейчас действуют три православные церкви УПЦ МП, из них одна — Успенский собор — непрерывно действующая с 1671 года. Действует мужской Спасо-Преображенский монастырь.
Существуют общины баптистов, адвентистов седьмого дня и свидетелей Иеговы. Открытые кладбища — два православных кладбища и одно еврейское. Закрытые кладбища — одно православное и два еврейских.

## Экономика

### Промышленность
Работают новгород-северский сырзавод, хлебозавод, завод стройматериалов, элеватор и два лесхоза, мебельная мини-фабрика «Берест».

## Достопримечательности

### Исторические места
- Спасо-Преображенский монастырь с многочисленными постройками XVI—XVIII вв., среди которых центральное место занимает пятиглавый собор в стиле классицизма (1791—96, арх. Дж. Кваренги).
- Городской Успенский собор — памятник слобожанского (казацкого) барокко (1671—1715 гг.), соединённый переходом с более поздней колокольней (1820 г.). Архитектура имеет много общего с казацким собором в Стародубе.
- Деревянная пятисрубная Никольская церковь 1720 года постройки — яркий памятник народного украинского зодчества.
- Триумфальная арка (брама), возведённая в 1786—87 гг. по случаю проезда через город императрицы Екатерины II. Расположена на улице Карла Маркса. Арочный проезд с двух сторон фланкируют пилоны с двухколонными портиками ионического ордера. На пилонах между колоннами помещены щиты с гербами наместничества (губернии).
- Торговые ряды (начало постройки 1858 г.) — торговые ряды со складами, которые, несмотря на свой статус памятника архитектуры, до сих пор используются по прямому назначению. В них ведётся торговля уже более 100 лет подряд.
- Дом Новгород-Северского земства.
- Водонапорная башня 1901 года постройки с вмонтированной позже мозаикой с изображениями Ленина и Сталина.

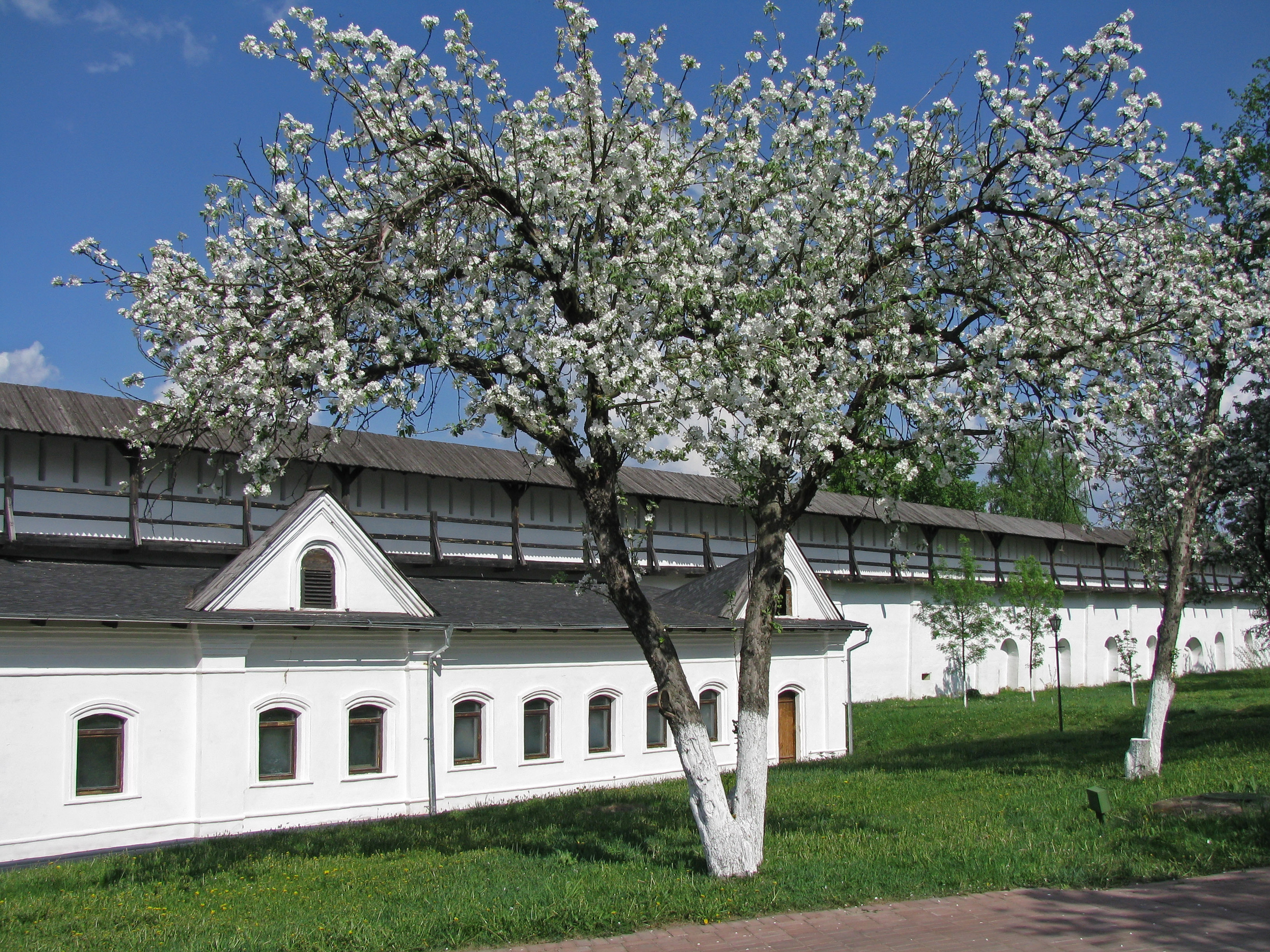
Спасо-Преображенский монастырь
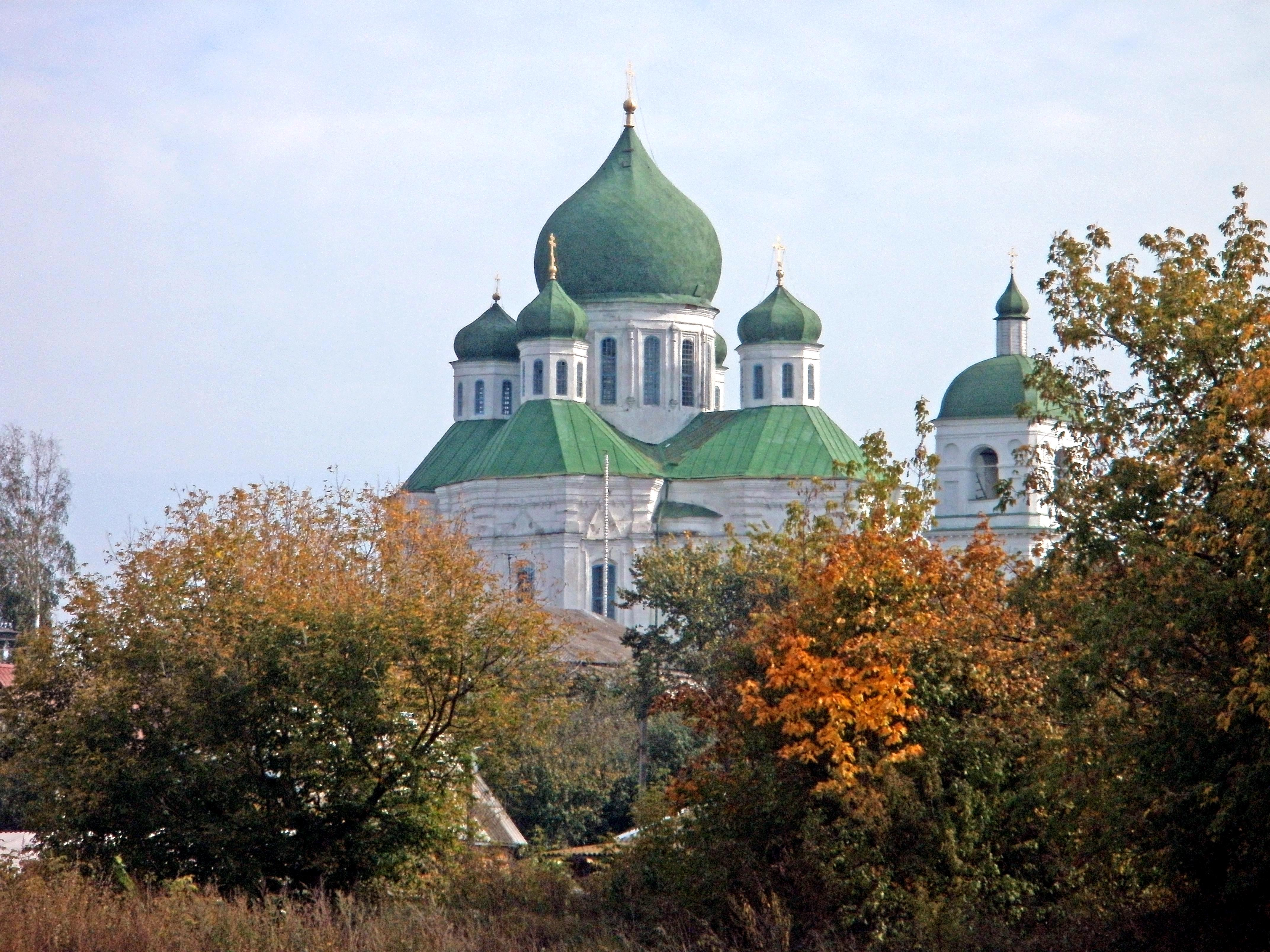
Успенский казацкий собор
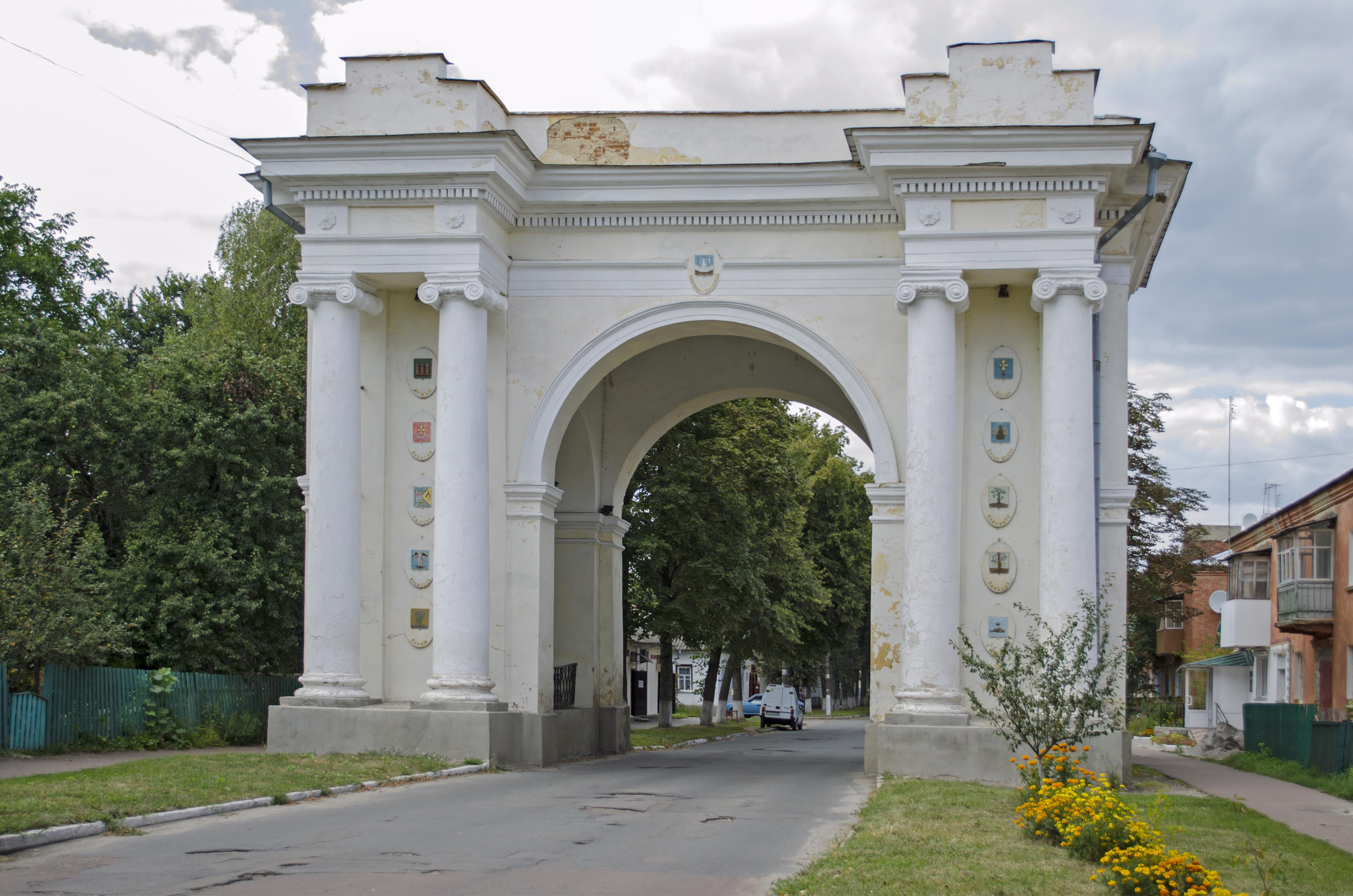
Триумфальная арка
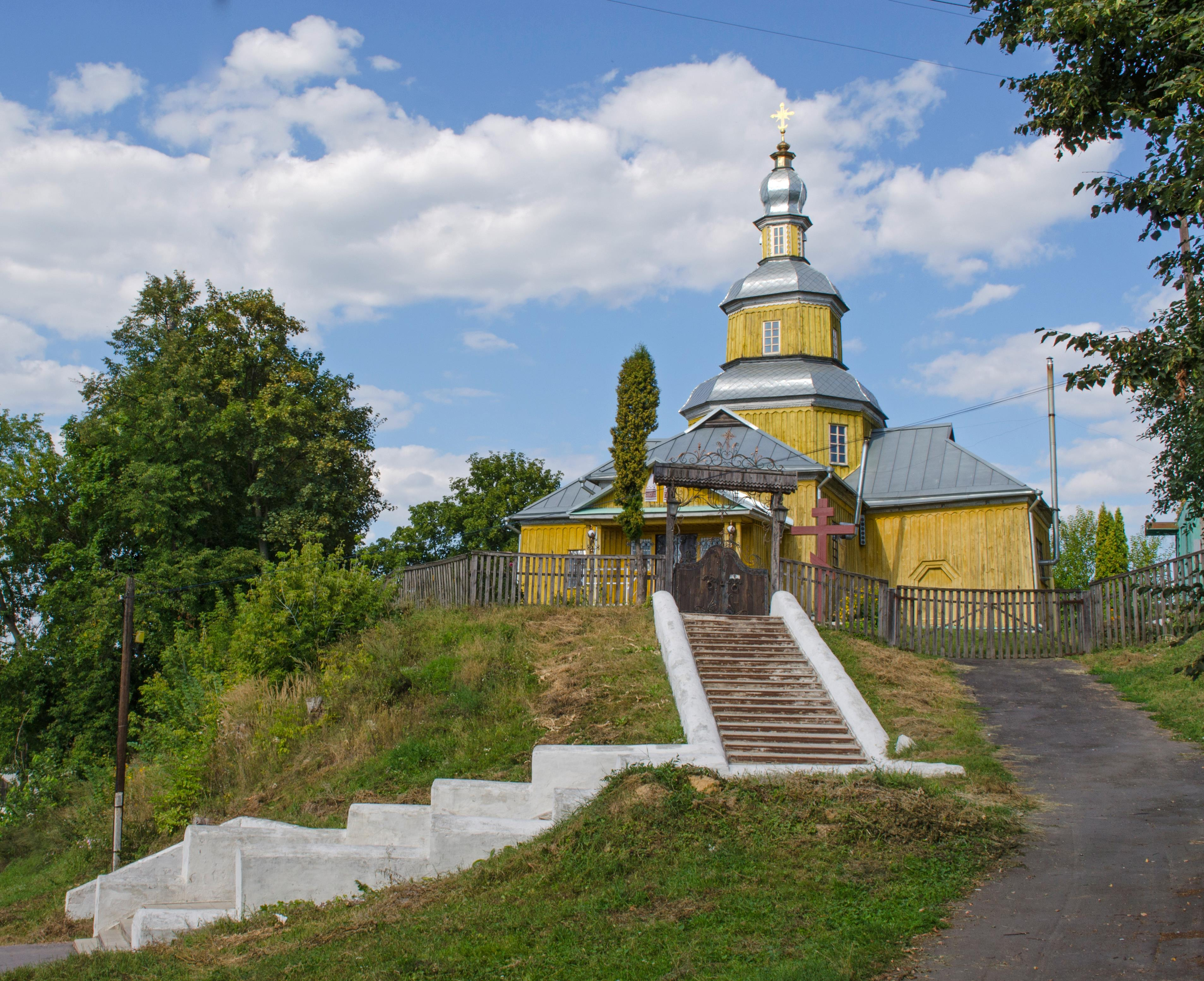
Никольская бревенчатая церковь
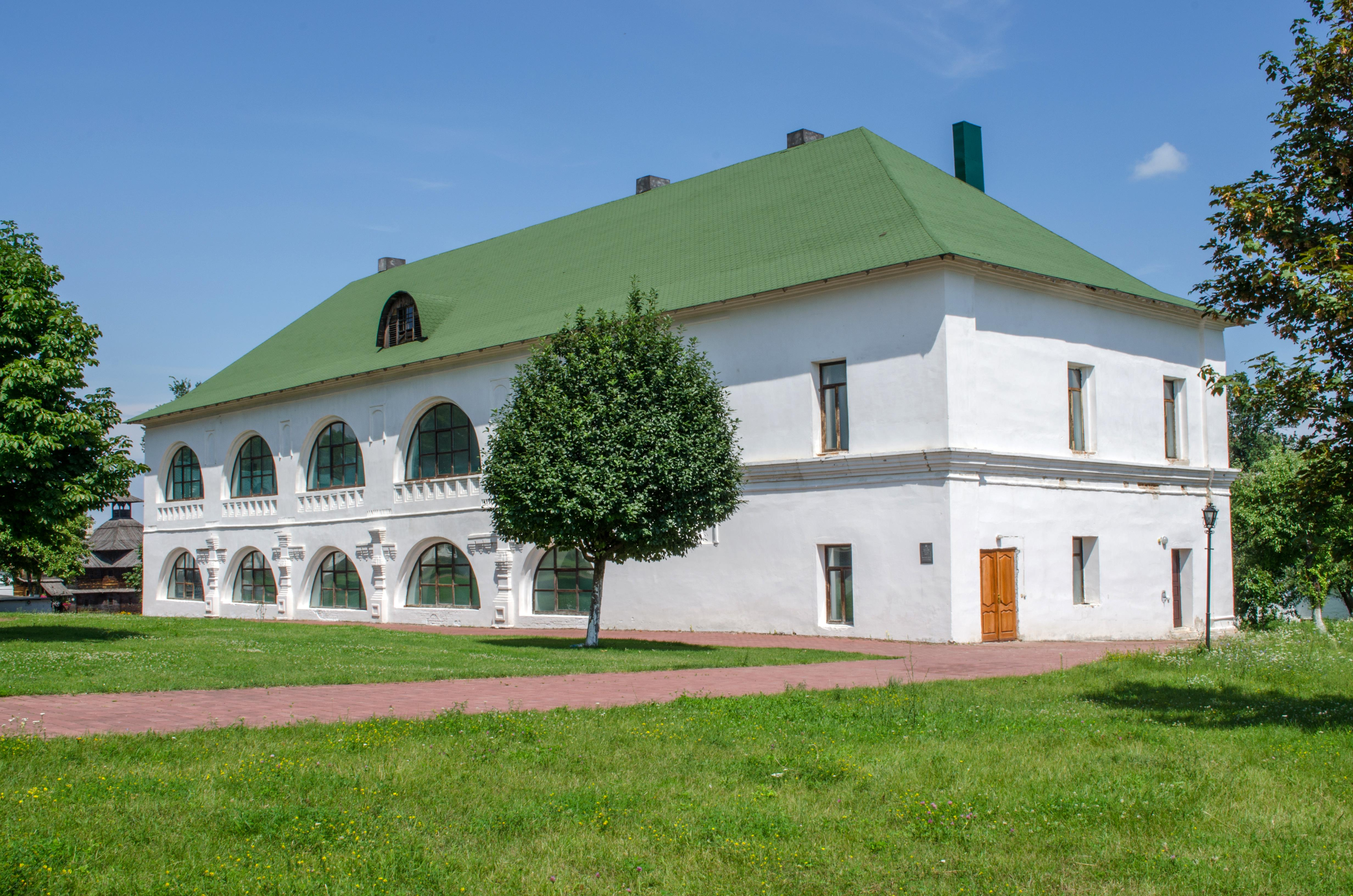
Семинария

### Памятники
- Исторические — в центре города установлен конный памятник князю Игорю. В городе также установлены памятники певцу Бояну, плачущей Ярославне и Богдану Хмельницкому.
- Во дворе бывшей мужской гимназии (ныне гимназии-интерната) установлен памятник-бюст, учившемуся здесь Константину Дмитриевичу Ушинскому.
- Военная тематика — установлены памятник-мемориал жертвам концлагеря, обелиск Вечного огня, памятник воинам-афганцам, братская могила и аллея бюстов всех Героев Советского Союза Новгород-Северского района. На въезде в город на постаменте установлена САУ.
- Гражданская тематика — памятник ликвидаторам последствий аварии на ЧАЭС, скульптуры в городском парке, стела и мозаичное панно «1000 лет Новгороду-Северскому».

### Известные личности
- С 1832 года в городе проживал с семьёй отец известного педагога К. Д. Ушинского — Дмитрий Григорьевич Ушинский. (1778—1863 г.)[источник не указан 1269 дней]
- В Новгород-Северском родился Виктор Хлус, советский и украинский футболист.